# Hitrádio Černá Hora
Hitrádio Černá Hora (dříve Rádio Černá Hora) je soukromá regionální rozhlasová stanice na území východních Čech. V Královéhradeckém kraji se jedná o nejposlouchanější rozhlasovou stanici. Celkově je v ukazateli týdenní poslechovosti sedmým nejposlouchanějším regionálním rádiem v republice (194 tisíc).[zdroj?]
Cílovou skupinou jsou posluchači ve věku 20–49 let. Program tvoří hity od těch největších po ty nejnovější, regionální zpravodajství a užitečné servisní informace. Jednotlivá Hitrádia mezi sebou spolupracují např. při pokrytí klíčových zpravodajských událostí, kulturních a sportovních akcí.

## Historie
V září 2016 Rada pro rozhlasové a televizní vysílání souhlasila s převodem obchodního podílu Martina Černého ve společnosti Rádio Černá Hora II ve výši 48% na společnost Media Bohemia. Oznámila to v tiskové zprávě. V prvním kvartálu roku 2017 skupina Media Bohemia Rádio Černá Hora plně ovládla. Převzala i zbývající 52% podíl Martina Černého. Stala se tak 100% vlastníkem východočeské rádiové jedničky. 14. září 2018 se Rádio Černá Hora oficiálně změnilo na Hitrádio Černá Hora. Stanici zůstal vlastní staniční hlas a slogan Víc muziky!, což bylo unikátní počin oproti ostatním Hitrádiim.
Při rebrandingu HItrádií z roku 2021 má jíž unifikovaný zvukový i grafický obal.

## Vysílače

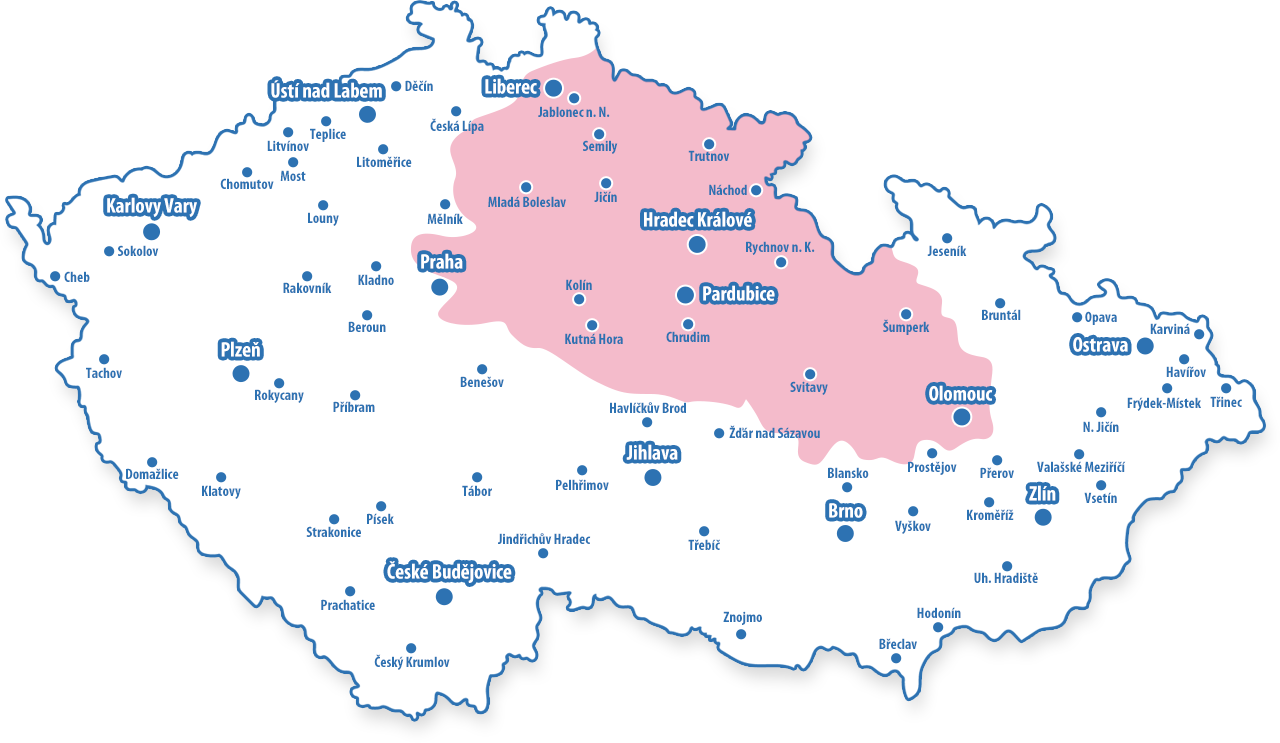
Mapa pokrytí Hitrádia Černá Hora

## Vysílače[4]
| Vysílač                             | Kmitočet  | Výkon (ERP) | Polarizace   |
| ----------------------------------- | --------- | ----------- | ------------ |
| Harrachov                           | 87,6 MHz  | 0,02 kW     | vertikální   |
| Pec pod Sněžkou – hotel Horizont    | 87,6 MHz  | 0,02 kW     | vertikální   |
| Špindlerův Mlýn                     | 87,6 MHz  | 0,02 kW     | vertikální   |
| Králíky – Suchý vrch                | 87,8 MHz  | 1 kW        | vertikální   |
| Mladá Boleslav                      | 91,7 MHz  | 0,2 kW      | vertikální   |
| Pardubice                           | 92,6 MHz  | 0,062 kW    | vertikální   |
| Náchod                              | 92,8 MHz  | 1 kW        | vertikální   |
| Rychnov nad kněžnou – Litický Chlum | 94,7 MHz  | 0,2 kW      | vertikální   |
| Broumov                             | 94,7 MHz  | 0,1 kW      | vertikální   |
| Dvůr Králové                        | 95,1 MHz  | 0,1 kW      | vertikální   |
| Hradec Králové                      | 96,2 MHz  | 0,2 kW      | vertikální   |
| Trutnov                             | 97 MHz    | 0,2 kW      | vertikální   |
| Trutnov – Černá hora                | 105,3 MHz | 3,19 kW     | horizontální |
| Jičín                               | 107,3 MHz | 0,4 kW      | vertikální   |

## Zajímavosti
Historicky nejstarší vysílač Hitrádia Černá Hora se nachází na televizním vysílači Trutnov – Černá hora.